# Török nőszirom
A török nőszirom (Iris danfordiae) a nősziromfélék (Iridaceae) családjába tartozó dísznövény.

## Megjelenése
Hagymás, Reticulata írisz. Magassága 5–10 cm, levele keskeny négyoldalú, a virágzáskor nagyon rövid, később megnyúlik. Általában sárga virága 3–5 cm átmérőjű, a külső lepelleveleken zöld foltokkal. A belső lepellevelek rövid sertékké módosultak. Kora tavasszal virágzik. Sok fiókhagyma képzésére hajlamos. Ajánlatos a többi reticulátánál mélyebbre ültetni, hogy a hagymák megőrizzék virágképességüket.